# アイドル@deep
アイドル@deep（あいどる・あっと・でぃーぷ）とは、2009年1月16日から同年6月26日までテレビ神奈川で毎週金曜日深夜に放送されていたアイドル情報番組。
2009年4月2日から同年7月2日までは遅れネット、同年7月9日から同年7月30日までは単独にてとちぎテレビで放送されていた（毎週木曜日夜放送）。
前身は2008年8月の毎週日曜日5:25～5:55に放送されていた「サブトレ@deep」、同年9月の毎週金曜日28:30～28:35に放送されていた「サブドル@deep」。出演者は工藤杏、榊マリエ、白河理子、桜沢ひとみ。

## 出演

### 司会
- せーじ（せーじ・けーすけ）

### レギュラー
- 宮崎瑠依
- 阪本麻美
- 大友さゆり
- KONAN
- 立花彩野
- 尾崎ナナ
- 田代さやか

### ナレーター
- あまね飛鳥（2009年1月-2009年7月）
- 工藤杏（2009年6月）

## テーマ曲
- ヴァン・ヘイレン『オー・プリティ・ウーマン』（ロイ・オービソンのヒット曲で、映画『プリティ・ウーマン』主題歌。一時期ロイ・オービソン自身のヴァージョンが使われたことがある）

## ネット局・放送時間
| 放送地域 | 放送局       | 放送期間                                                   | 放送日時                            | 備考        |
| -------- | ------------ | ---------------------------------------------------------- | ----------------------------------- | ----------- |
| 神奈川県 | tvk          | 2009年1月16日 - 2009年3月27日 2009年4月3日 - 2009年6月26日 | 金曜 25:00 - 25:15 同 26:15 - 26:30 | 幹事局      |
| 栃木県   | とちぎテレビ | 2009年4月2日 - 2009年6月25日 2009年7月2日 - 2009年7月30日  | 木曜 23:30 - 23:45 同 23:45 - 24:00 | 遅れ日数6日 |